# Manquiri
Manquiri ist eine Ortschaft im Departamento Potosí im Hochland des südamerikanischen Anden-Staates Bolivien.

## Lage im Nahraum
Manquiri ist eine Ortschaft im Kanton Chulchucani im Municipio Potosí in der Provinz Tomás Frías. Die Ortschaft liegt auf einer Höhe von 3520 m am linken, südlichen Ufer des Río Manquiri, einem rechten Nebenfluss des Río Tarapaya, der zum Río Pilcomayo hin fließt, einem Zufluss des Río Paraguay. Manquiri ist bekannt durch seine Kirche, die hier im 17. Jahrhundert an einem Pilgerort errichtet worden ist, an dem heiße Thermalquellen an die Oberfläche treten.

## Geographie
Manquiri liegt am Ostrand des bolivianischen Altiplano vor der Anden-Gebirgskette der Cordillera Central. Das Klima ist das typische Tageszeitenklima der Kalttropen, bei dem die mittleren Temperaturunterschiede zwischen Tag und Nacht deutlicher ausfallen als die zwischen den Jahreszeiten.
Die Jahresdurchschnittstemperatur der Region liegt bei etwa 11 °C (siehe Klimadiagramm Potosí), die Monatswerte schwanken nur unwesentlich zwischen 8 °C im Juni/Juli und 13 °C von November bis März. Der Jahresniederschlag beträgt etwa 350 mm, die Monatsniederschläge liegen zwischen unter 10 mm in den Monaten Mai bis September und knapp 80 mm im Januar und Februar.

## Verkehrsnetz
Manquiri liegt in einer Entfernung von 25 Straßenkilometern nördlich von Potosí, der Hauptstadt des gleichnamigen Departamentos.
Von Potosí aus führt die Nationalstraße Ruta 5 in nordöstlicher Richtung über Betanzos nach Sucre und weiter in Richtung Tiefland. Zwölf Kilometer hinter Potosí biegt eine unbefestigte Straße von der Ruta 5 in nördlicher Richtung ab und erreicht nach dreizehn Kilometern Manquiri.

## Bevölkerung
Die Einwohnerzahl des Ortes ist in den vergangenen beiden Jahrzehnten drastisch angestiegen:
| Jahr | Einwohner   | Quelle       |
| ---- | ----------- | ------------ |
| 1992 | keine Daten | Volkszählung |
| 2001 | 22          | Volkszählung |
| 2012 | 420         | Volkszählung |
| 2024 |             | Volkszählung |

Die Region weist einen deutlichen Anteil an Quechua-Bevölkerung auf, im Municipio Potosí sprechen 71,2 Prozent der Bevölkerung Quechua.